# Dominika Zachová
Dominika Zachová (født. 4. juni 1996) er en tjekkist håndboldspiller som spiller for DHK Baník Most og for det tjekkiske kvindelandshold.